# Hispaniola Airways

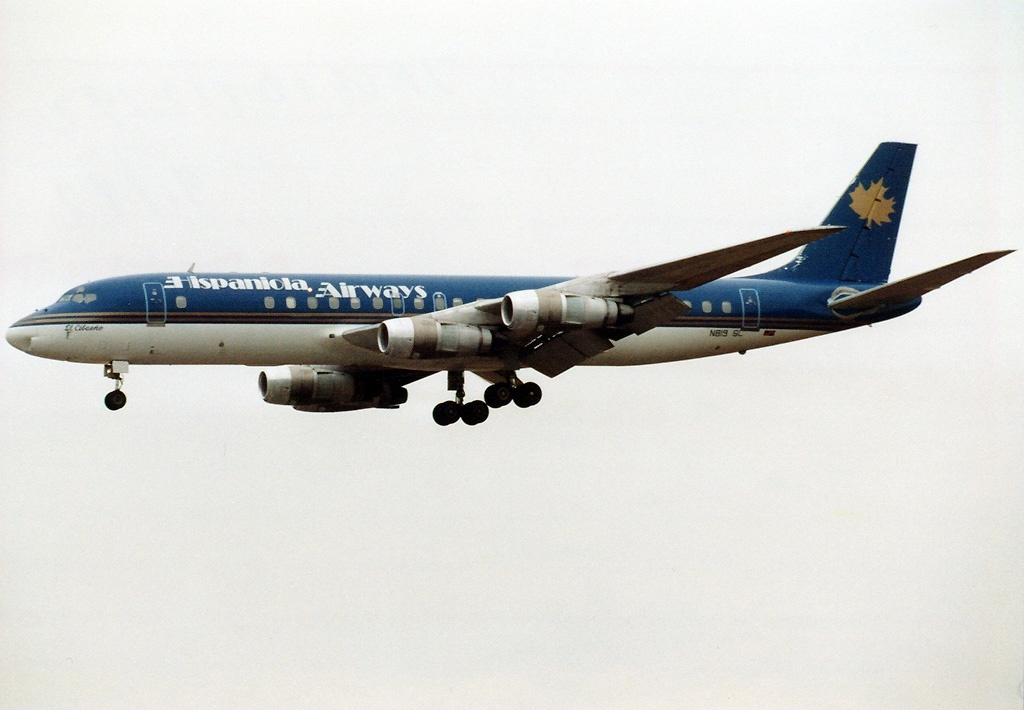
Un DC-8 aux couleurs de la compagnie.

Hispaniola Airways est une ancienne compagnie aérienne de République dominicaine. Elle était active de 1981 à 2000.
Son réseau est organisé autour de l'aéroport international Gregorio-Luperón, à Puerto Plata au nord du pays.

## Incident
Le 16 décembre 1981, un Boeing 707 d'Hispaniola subit un accident à l'atterrissage à l'aéroport de Miami. La jambe droite du train d'atterrisage se rompt, en raison d'un problème de fatigue structurelle non détecté. Si l'avion est sérieusement endommagé pour être réparé, l'incident ne fait pas de victime.